# 野間出版文化賞
野間出版文化賞（のましゅっぱんぶんかしょう）は、2019年（令和元年）に講談社創業110周年記念事業の一環として制定された文化賞である。野間三賞（野間文芸賞、野間文芸新人賞、野間児童文芸賞）と併せて発表されている。

## 概要
書籍・雑誌などの従来の出版の枠にとらわれず、出版にまつわるすぐれた表現活動を行った個人・団体を顕彰する。正賞は賞牌、副賞は100万円。
候補は実施委員会によって候補を協議し、選考委員会に提出する。

## 受賞者
- 第1回（2019年） - 新海誠、東野圭吾、「なかよし」「りぼん」、白石麻衣・生田絵梨花（特別賞）[1]
- 第2回（2020年） - 池井戸潤、吾峠呼世晴、あつまれ どうぶつの森
- 第3回（2021年） - 諫山創、YOASOBI、伊集院静、角川武蔵野ミュージアム（特別賞）[2]
- 第4回（2022年） - 林真理子、YAMAHA VOCALOID開発チーム、江北図書館（特別賞）
- 第5回（2023年） - 芦田愛菜、黒柳徹子、藤井聡太、福澤克雄（特別賞）[3]
- 第6回（2024年） - 新潮文庫・ガルシア＝マルケス『百年の孤独』プロジェクトチーム、ナガノ（ちいかわ）、青山剛昌（特別賞）[4]

## 選考委員
- 第1回-第6回 - 林真理子、弘兼憲史、茂木健一郎、野間省伸